# 데이나 로러배커
데이나 타이론 로러바커(영어: Dana Tyrone Rohrabacher, 1947년 6월 21일 ~ )는 미국 공화당 소속의 정치인이다. 캘리포니아 하원의원을 지냈으며 하원 원내총무 자리에 있었다.

## 역대 선거 결과
| 선거명      | 직책명                           | 대수  | 정당   | 득표율 | 득표수    | 결과 | 당락                       |
| ----------- | -------------------------------- | ----- | ------ | ------ | --------- | ---- | -------------------------- |
| 1988년 선거 | 하원의원 (캘리포니아 제42선거구) | 101대 | 공화당 | 64.24% | 153,280표 | 1위  | 캘리포니아주 하원의원 당선 |
| 1990년 선거 | 하원의원 (캘리포니아 제42선거구) | 102대 | 공화당 | 59.34% | 109,353표 | 1위  | 캘리포니아주 하원의원 당선 |
| 1992년 선거 | 하원의원 (캘리포니아 제45선거구) | 103대 | 공화당 | 54.50% | 123,731표 | 1위  | 캘리포니아주 하원의원 당선 |
| 1994년 선거 | 하원의원 (캘리포니아 제45선거구) | 104대 | 공화당 | 69.10% | 124,875표 | 1위  | 캘리포니아주 하원의원 당선 |
| 1996년 선거 | 하원의원 (캘리포니아 제45선거구) | 105대 | 공화당 | 60.98% | 125,326표 | 1위  | 캘리포니아주 하원의원 당선 |
| 1998년 선거 | 하원의원 (캘리포니아 제45선거구) | 106대 | 공화당 | 58.65% | 94,296표  | 1위  | 캘리포니아주 하원의원 당선 |
| 2000년 선거 | 하원의원 (캘리포니아 제45선거구) | 107대 | 공화당 | 62.12% | 136,275표 | 1위  | 캘리포니아주 하원의원 당선 |
| 2002년 선거 | 하원의원 (캘리포니아 제46선거구) | 108대 | 공화당 | 61.73% | 108,807표 | 1위  | 캘리포니아주 하원의원 당선 |
| 2004년 선거 | 하원의원 (캘리포니아 제46선거구) | 109대 | 공화당 | 61.92% | 171,318표 | 1위  | 캘리포니아주 하원의원 당선 |
| 2006년 선거 | 하원의원 (캘리포니아 제46선거구) | 110대 | 공화당 | 59.56% | 116,176표 | 1위  | 캘리포니아주 하원의원 당선 |
| 2008년 선거 | 하원의원 (캘리포니아 제46선거구) | 111대 | 공화당 | 52.52% | 149,818표 | 1위  | 캘리포니아주 하원의원 당선 |
| 2010년 선거 | 하원의원 (캘리포니아 제46선거구) | 112대 | 공화당 | 62.20% | 139,822표 | 1위  | 캘리포니아주 하원의원 당선 |
| 2012년 선거 | 하원의원 (캘리포니아 제48선거구) | 113대 | 공화당 | 60.98% | 177,144표 | 1위  | 캘리포니아주 하원의원 당선 |
| 2014년 선거 | 하원의원 (캘리포니아 제48선거구) | 114대 | 공화당 | 64.12% | 112,082표 | 1위  | 캘리포니아주 하원의원 당선 |
| 2016년 선거 | 하원의원 (캘리포니아 제48선거구) | 115대 | 공화당 | 58.32% | 178,701표 | 1위  | 캘리포니아주 하원의원 당선 |
| 2018년 선거 | 하원의원 (캘리포니아 제48선거구) | 116대 | 공화당 | 46.45% | 136,899표 | 2위  | 낙선                       |